# Raoul Henkart
Raoul Charles E. Henkart (Bruselas, 11 de junio de 1907-Cantalice, 13 de febrero de 1955) fue un deportista belga que compitió en esgrima, especialista en la modalidad de espada. Ganó una medalla de bronce en el Campeonato Mundial de Esgrima de 1947 en la prueba individual.

## Palmarés internacional
| Campeonato Mundial | Campeonato Mundial | Campeonato Mundial | Campeonato Mundial |
| Año                | Lugar              | Medalla            | Prueba             |
| ------------------ | ------------------ | ------------------ | ------------------ |
| 1947               | Lisboa (Portugal)  | Medalla de bronce  | Espada individual  |